# Ascari KZ1
O Ascari KZ1 é um carro esportivo feito pela Ascari. O carro tem o nome KZ1 pois KZ são as iniciais do dono da Ascari, Klaas Zwart, um milionário holandês.
O KZ1 fez sua estreia mundial no Autosport International de 2005 com um preço de £ 235.000. Cada carro exigiu 340 horas de artesanato nas instalações de fabricação de 45.000 pés quadrados da Ascari em Banbury, Inglaterra, por uma equipe de 30 artesãos altamente qualificados. Os proprietários também tiveram a oportunidade de dirigir o carro no Race Resort Ascari, administrado pela Ascari, na Espanha. A produção foi limitada a 50 unidades.

## Performance
O KZ1 possui um BMW S62 altamente sintonizado, um motor V8 com 4941 cc originalmente usado no E39, no M5 e no Z8, sendo capaz de chegar aos 323 km/h. Pode acelerar de 0 a 100 km/h em 3,7 segundos e de 0 ao 160 km/h em 8 segundos. O carro pode atingir uma velocidade máxima de 323 km/h e pode acelerar de 0–100 km/h em 3,7segundos e de 0–161 km/h em 8,0s.

## Especificações
| Motor                    | S62 BMW V8           |
| Cilindrada               | 4941 cc              |
| Potência                 | 507 cv               |
| Potência para cilindrada | 101 cv por litro     |
| Potência para peso       | 420 cv por tonelada  |
| Torque                   | 550 Nm @ 4500 rpm    |
| Transmissão              | 6 velocidades manual |
| 0–100 km/h               | 3.7 segundos         |
| 0–160 km/h               | 8.0 segundos         |

## Ascari KZ1-R

### Modificações
O Ascari KZ1 foi adaptado para corrida, primeiramente estando no novo Campeonato Europeu FIA GT3 tal como em outras séries nacionais mais pequenas que têm uma fórmula semelhante. Estes carros, conhecidos como o KZ1-R, são semelhantes ao KZ1, mas imensamente melhorados. A maior diferença entre o KZ1 e o KZ1-R está no exterior do carro. Sintonizado para corridas, o KZ1-R é à mesma um carro de estrada puro em todos os aspectos, mas com o fortalecimento de um carro de corridas de GT3. Os faróis foram despojados ao essencial, com lâmpadas HID e piscas, perdendo o estilo prateado e cristalizado do KZ1. Os pára-choques traseiros do carro foram ligeiramente aumentados para manter o maior eixo. As rodas são de liga de alumínio forjada, para reduzir o peso bruto. O interior do carro foi completamente despojado. Assentos e janelas electrónicas foram removidos. O cabedal foi substituído por tecido e assentos de corrida de fibra de carbono. Muito do interior é feito de fibra de carbono, e o que não é fibra de carbono ou é plástico ou alumínio. O KZ1-R é despojado do seu luxo mas não sem um benefício. O peso bruto foi reduzido para uns surpreendentes 1250 kg, que foi ajudado pelo seu chassis e carroçaria de fibra de carbono. A Ascari pensa em fazer só 50 KZ1-R.

### Motor
O KZ1-R usa o mesmo motor central BMW S62 V8 de 90 graus, mas foi sintonizado para produzir uns treze cavalos extra, para um total de 520 cv às 7000 rpm. A cilindrada é a mesma com 4941 cc com torque de 550 Nm às 4500 rpm. Isto permite ao KZ1-R produzir uns surpreedentes 422 cv por tonelada.

### Desempenho
O KZ1-R pode acelerar dos 0 aos 100 km/h em 3.4 segundos, graças à sua relação potência-peso aumentada. A tracção às rodas traseiras dificulta a sua aceleração, com a sua potência a causar por vezes os pneus derraparem durante os arranques em mudanças baixas. A Ascari diz que chega dos 0 aos 160 km/h em 8 segundos. O motor de oito cilindros do M5 irá continuar a aumentar a velocidade, chegando a uma velocidade máxima não limitada de 322 km/h. O modelo de corrida consegue chegar aos 100 km/h em menos quatro décimos de segundo que o KZ1 normal, com números comparáveis com o Lamborghini Murciélago LP640.

## Outras mídias
O KZ1 fez parte do programa de televisão da BBC Top Gear em Novembro de 2005, onde fez a 5ª volta mais rápida de sempre no programa com 1 minuto e 20.7 segundos. Atualmente, o KZ1 detém o 13º lugar, e o terceiro tempo mais rápido de 1.17.3 foi feito por um Ascari A10.